# 汽車沙皇

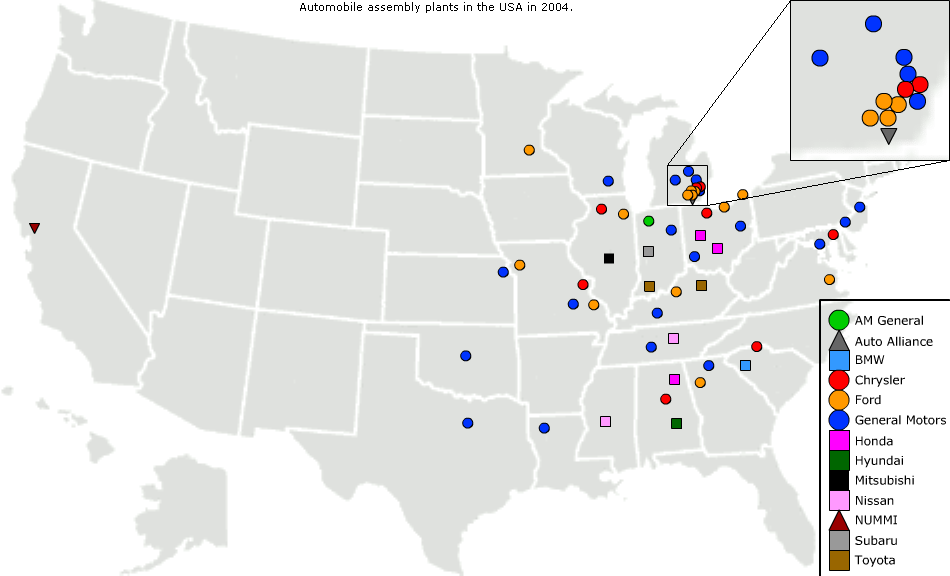
美國汽車業主要工廠牽涉大量就業機會

「汽車沙皇」（car czar）是美國政府針對底特律車廠通用與委任的监管者，全權負責主導和總覽整個140億美元援助汽車業計劃。福特汽車先前則以自己幾乎全部的資產向銀行抵押貸款，並不在美國政府救援之列。
「汽車沙皇」的责任为監督改革和審批貸款。「汽車沙皇」也有权利否决超過1億美元的資金支出，加速還貸，并下令底特律通用與克萊斯勒這兩間汽車公司申請破產。每隔十五天，「沙皇」要向國會提交改革和进度報告。

## 相關
- 汽車
- 美國經濟
- 金融海嘯